# Вильямс, Николай Николаевич
Никола́й Никола́евич Ви́льямс (28 ноября 1926 — 29 октября 2006) — преподаватель математики, узник исправительно-трудовых лагерей, позже был реабилитирован, занимался правозащитной деятельностью. Автор песни «Коммунисты поймали парнишку» и одного из самых ранних произведений Самиздата, повести «Остров ГНИИПИ».

## Биография
Внук выдающегося советского почвоведа-агронома, академика АН СССР и ВАСХНИЛ, ректора МСХА Василия Вильямса, сын профессора Николая Вильямса, заведующего кафедрой органической химии МСХА, муж правозащитницы Людмилы Алексеевой.
В 1946 году был студентом Московского химико-технологического института имени Д. И. Менделеева, когда по обвинению в антисоветской деятельности его отправили в лагерную ссылку. Суть обвинения заключалась в том, что в апреле 1945 года он с приятелями Володей (Леопольдом) Медведским (из того же института), Юрием Цизиным, Львом Малкиным и Юрием Гастевым (все трое — из МГУ) решили пошутить, провозгласив выдуманную организацию «Братство Нищих Сибаритов». «Террористическую окраску» в глазах НКВД организация приобрела после того, как Вильямс и Медведский увлеклись хулиганством со взрывчатыми веществами. Все члены группы получили обвинение по 58-й статье УК РСФСР «Контрреволюционная деятельность», Вильямсу дали 7 лет лагерей и 3 года поражения в правах (Верховный Суд СССР снял часть обвинений и срок уменьшил до 5 лет и 2 года поражения в правах).
После освобождения из лагеря в 1950 году, не имея права поселиться в Москве, работал в Тульской области, затем в Тарту. В 1954 году вернулся в Москву, поступил на мехмат МГУ и закончил его в 1960 году. Работал в школе учителем физики, затем преподавал математику в Институте тонкой химической технологии им. М. В. Ломоносова, откуда был уволен в 1968 году за подписи под письмами в защиту Галанскова, Гинзбурга и других.
В 1977 году был лишён гражданства и эмигрировал в США. В эти годы опубликовал несколько художественных произведений в журнале «Континент». В 1993 году вернулся в Россию.
Похоронен на кладбище церкви Сент-Джон в Вашингтоне, США, рядом с сыном и женой Людмилой Алексеевой.